# Iggy Arbuckle
Az Iggy Arbuckle egy kanadai rajzfilmsorozat. Guy Vasilovich készítette a Teletoon számára, Európában a Jetix vetítette, így Magyarországon is. A műsor a címadó főszereplőről szól, aki történetesen egy malac, és egyben parkőr is. Iggynek segítségére van legjobb barátja, egy Jiggers nevű hód is. A parkban több más állat él, akik segítenek a két főhősnek. Iggy és Jiggers ősellensége egy Stu nevű harcsa. A sorozat 1 évadot élt meg 26 epizóddal. Körülbelül 22 perces egy epizód. 2007. június 29-től 2007. október 16-ig ment Amerikában és Kanadában. Magyar bemutató ismeretlen.